# 환구시보

환구시보 로고

《환구시보》(중국어 간체자: 环球时报, 정체자: 環球時報, 병음: Huánqiú Shíbào 환추스바오[*], 영어: Global Times 글로벌 타임스[*])는 중화인민공화국의 신문이다. 중국 공산당의 기관지인 인민일보의 자매지이다. 중국 공산당의 외교부장을 지낸 저우언라이의 국제 정치 외교 전략 전술의 지도 하에서 상대적으로 중립적인 성향을 표방하는 중국 공산당의 관영 인민일보의 자매지 형식으로 중화인민공화국에서 1993년부터 발행되기 시작한 좌익 성향의 언론. 북경외국어대학 대학원 소련어과 석사 출신으로 문혁 시기를 겪은 인민일보사 기자 출신의 후시진이 현재 편집인을 맡고 있다.

## 성향
환구시보는 종종 거친 표현을 써서 보도함으로써 국제적으로 비판을 받기도 한다. 이러한 거친 표현의 보도를 계속하는 것에는 중국 공산당 당국의 언론 통제가 과거에 비해 느슨해졌다는 점과 함께 이 신문의 새로운 상업적 전략과 이것이 연관된다. 환구시보는 중국 공산당 또는 인민일보의 통제 하에 있으므로, 중국 공산당의 정책 방향에 따라서 그 성향에는 시의적인 변화가 있기도 하며, 이로 인해 과거에 한때는 한류 보도에 관심을 갖기도 했지만, 중국내 시장성 확보를 위한 수단에 그친 것이라는 지적도 있다.

## 사설
환구시보에서 관심을 끌기도 하는 부분은 사설이기도 한데, 중국 내의 대표적인 좌익 언론의 정치적인 방향을 나타내주기도 하기 때문이다. 2009년 4월부터 2021년 12월까지 환구시보의 총편집인을 맡은 후시진은 해당 신문의 사설 게재를 담당했다.

## 같이 보기
- 인민일보
- 신화통신
- 기관지